# Bumi Kawa
Bumi Kawa is een bestuurslaag in het regentschap Ogan Komering Ulu van de provincie Zuid-Sumatra, Indonesië. Bumi Kawa telt 2237 inwoners (volkstelling 2010).